# Julia Lemigova
Julia Lemigova (en ruso: Юлия Лемигова nacida el 20 de junio de 1972) es una mujer de negocios de Rusia y exmodelo que fue Miss URSS 1990. Representó a la Unión Soviética en el certamen de Miss Universo 1991, donde quedó segunda finalista  
Después de ser coronada Miss URSS, Lemigova se mudó a Europa Occidental, estableciéndose en París, donde fundó una firma de cosméticos, Russie Blanche (Rusia Blanca), y abrió el spa Joiya. 
En 1997, Lemigova se vinculó románticamente al rico banquero francés  Édouard Stern. En 1999 dio a luz a su hijo Maximiliano, quien se convirtió en el objeto de una disputa de paternidad entre Lemigova y Stern, y que murió de una lesión cerebral antes de los seis meses de edad. El niño había estado en cuidado de Stern en ese momento. La niñera que había contratado desapareció. En 2005, Stern fue hallado muerto en su apartamento de Ginebra, después de haber sido asesinado por una prostituta durante una sesión de sadomasoquismo. 
Desde 2009, Lemigova ha estado ligada sentimentalmente a la tenista Martina Navratilova. En septiembre de 2014, Navratilova le propuso matrimonio a Lemigova durante el torneo Abierto de Estados Unidos, en la ciudad de Nueva York. Se casaron el 15 de diciembre de 2014.

## Enlaces
- Se casa Martina Navratilova
- Biografía Julia Lemigova

- Datos: Q3189052